# Encallamiento

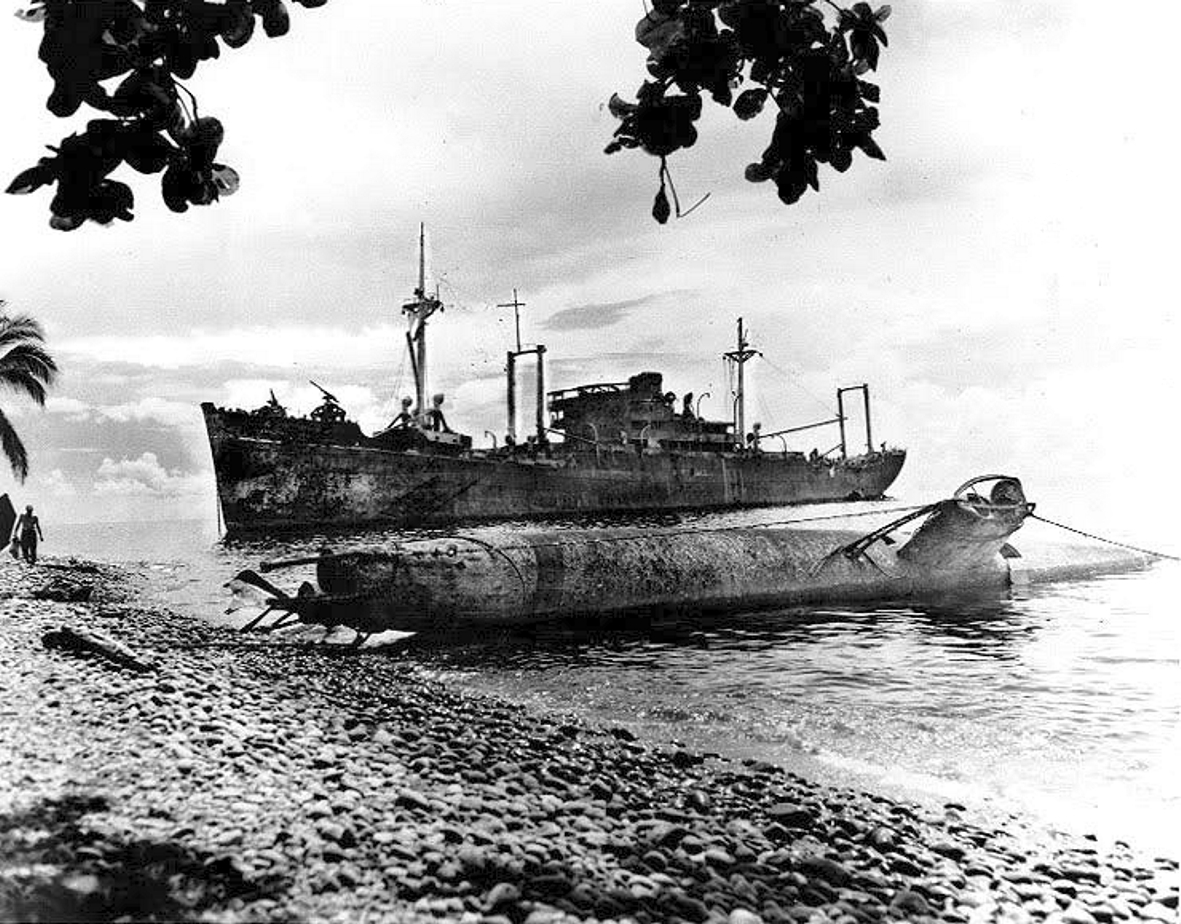
Un transporte japonés, el Yamazuki Maru y un minisubmarino encallados forzadamente en la costa de Guadalcanal (1944).

El término náutico encallamiento alude a una embarcación inmovilizada entre cayos rocosos, barreras de corales o bancos de arena, hielo o piedras en zonas costeras. Los encallamientos pueden traer como consecuencia graves daños medioambientales o riesgos inminentes de ellos.[cita requerida]
Cuando una embarcación encalla o queda hundida y abandonada, se habla de un naufragio.[cita requerida]
Una embarcación encalla ya sea por eventos naturales (oleaje, viento, marejadas) o por causas humanas (error de navegación, pérdida del anclaje, pérdida del gobierno) o forzosamente y voluntariamente por su tripulación con el objeto de salvar la embarcación para recuperarla o su desarme o su carga o la tripulación de la misma.[cita requerida]
Si el caso es una ballena, una manada de delfines o cualquier especie marina que es echada fuera del agua por causas naturales, se aplica más apropiadamente el término varamiento que encallamiento.[cita requerida]

## Algunos encallamientos famosos

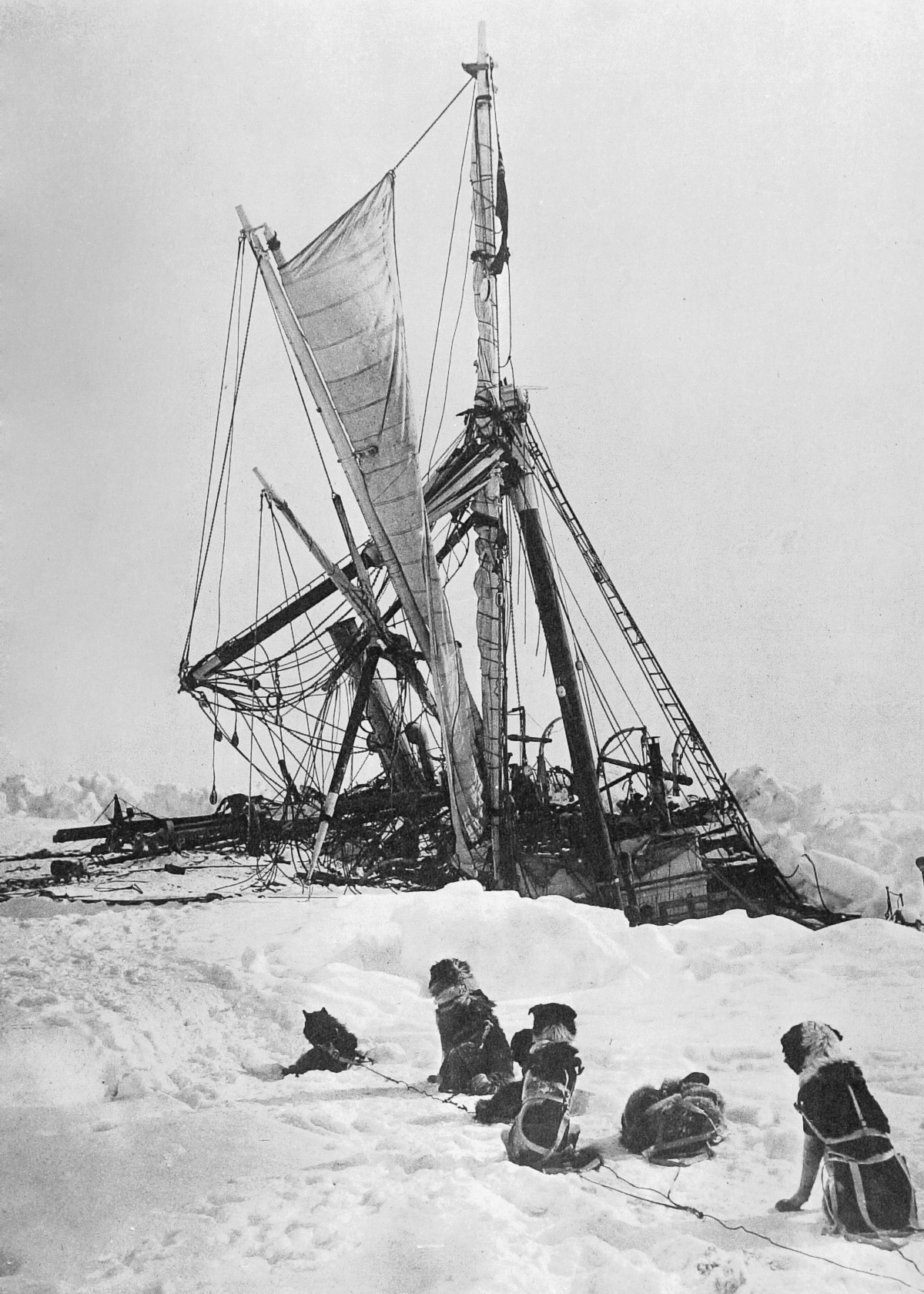
El Endurance destrozado por encallamiento entre hielos en 1915.

- En 1993, el Betula, un carguero encalló en Michoacán, México, derramando 5.000 t de ácido sulfúrico además de petróleo ocasionando un grave daño ambiental.[1]

- En 1640, el galeón Nuestra Señora de la Concepción se encalló y hundió con una carga avaluada en US$150.000 en las costas de

Santo Domingo.
- El navío  Endurance que realizaba la expedición transantártica en 1915 de  se encalló entre hielos resultando completamente destruida.

- El American Star, uno de los navíos cumbres del ingeniero naval estadounidense William Francis Gibbs, encalló en Fuerteventura en las Islas Canarias en 1994.

## Lugares famosos de encallamiento de embarcaciones

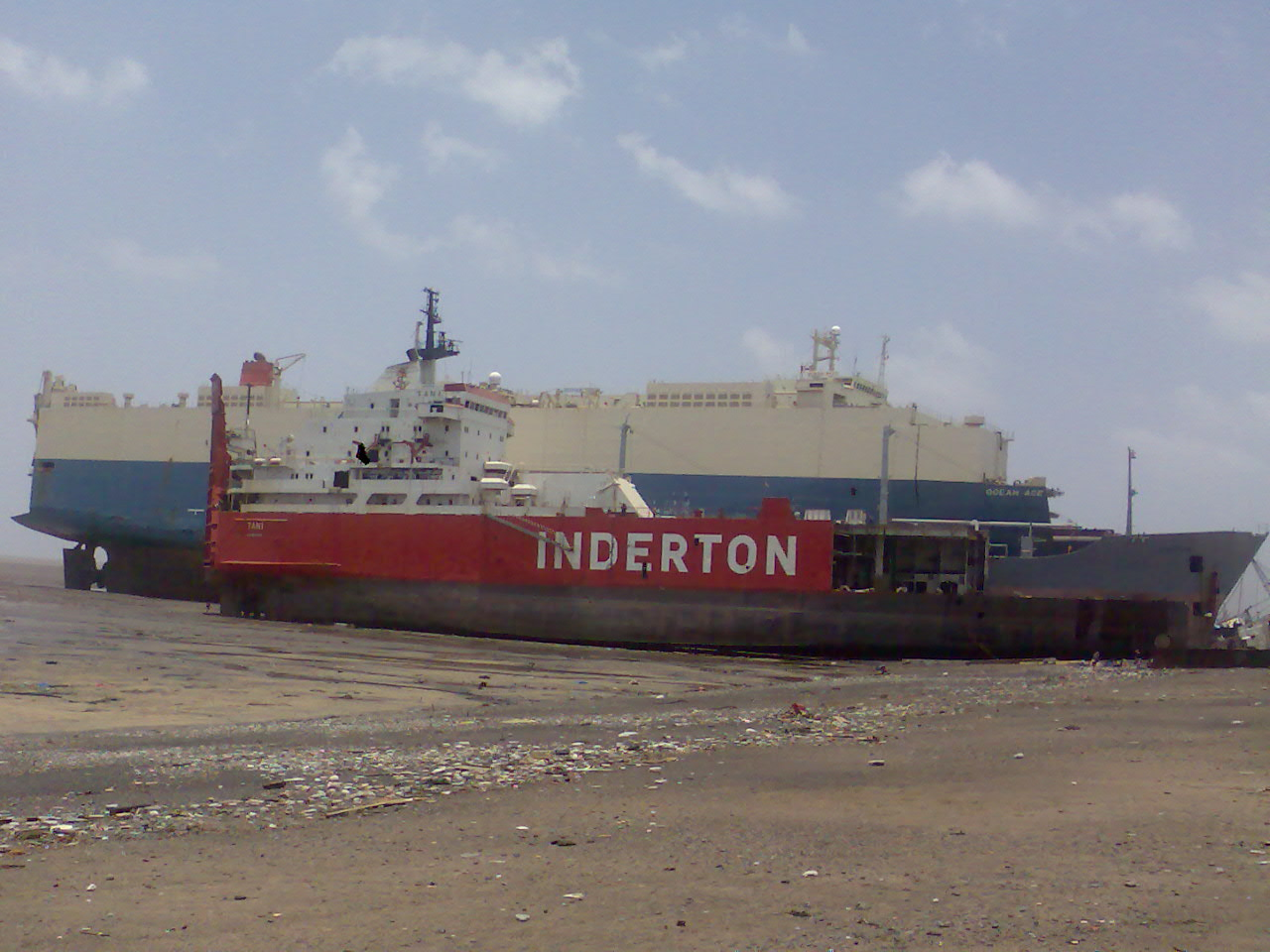
Las costas de la India son lugares donde se encallan los barcos para su desarme.

- La costa del cabo Finisterre, es famosa por la cantidad de encallamientos que se han hallado en esos desolados parajes.[2]

- Las costas del Mar de Aral, situado al sur de Kazajistán, es famosa por sus embarcaciones encalladas que con el tiempo aparecen enterradas en arena en medio de un árido desierto como imágenes surrealistas.

- La bahía de Nouadhibou, en Mauritania es un lugar muy famoso por ser el cementerio de barcos más grande del mundo donde la gran cantidad de embarcaciones pesqueras y de otro tipo que son dejadas encalladas forzosamente para su abandono por sus dueños.[3]

- Las costas de Bangladés, así como en el Golfo de Khambhat en la India son famosos por la labor de desmantelamiento de embarcaciones de gran tonelaje bajo escasa normas de seguridad para las personas y el medio ambiente.

Cientos de buques son desguazados al año por parte de empresas navieras por su costo muy bajo y son encallados en estas costas, empresarios recicladores del acero y otros materiales emplean a ejércitos de hombres especialistas en corte al oxígeno para desarmar buques.  Debido a su escasa supervisión por parte de las autoridades,  los incidentes, accidentes y fatalidades son muy frecuentes en esta pseudo industria del reciclaje de materiales.